# Демьянково (Рославльский район)
Демьянково — деревня в Рославльском районе Смоленской области России. Входит в состав Пригорьевского сельского поселения. Население — 1 житель (2007 год). 
Расположена в южной части области в 17 км к юго-востоку от Рославля, в 3 км севернее автодороги А141 Орёл — Витебск, на берегу реки Вороница. В 3 км северо-западнее деревни расположена железнодорожная станция Любестово на линии Рославль — Брянск. 

## История
В годы Великой Отечественной войны деревня была оккупирована гитлеровскими войсками в августе 1941 года, освобождена в сентябре 1943 года.